# Пхева (озеро)
Пхева или Фева — второе по величине озеро в Непале, расположенное в долине Покхара рядом с городом Покхара и горой Сарангкот. Озеро находится на высоте 784 м над уровнем моря. Площадь озера составляет примерно 4,43 км². Средняя глубина — 8,6 м, максимальная глубина — 22,8 м. Максимальный объём воды в озере — 46000000 м³.
В ясную погоду на озере можно наблюдать отражение Мачапучаре и других вершин массива Аннапурна. На острове, расположенном посреди озера, находится храм Варахи. Храм является религиозным памятником, построенным в честь Варахи (одна из инкарнаций Вишну). Попасть к храму можно на лодке.

## Фотографии

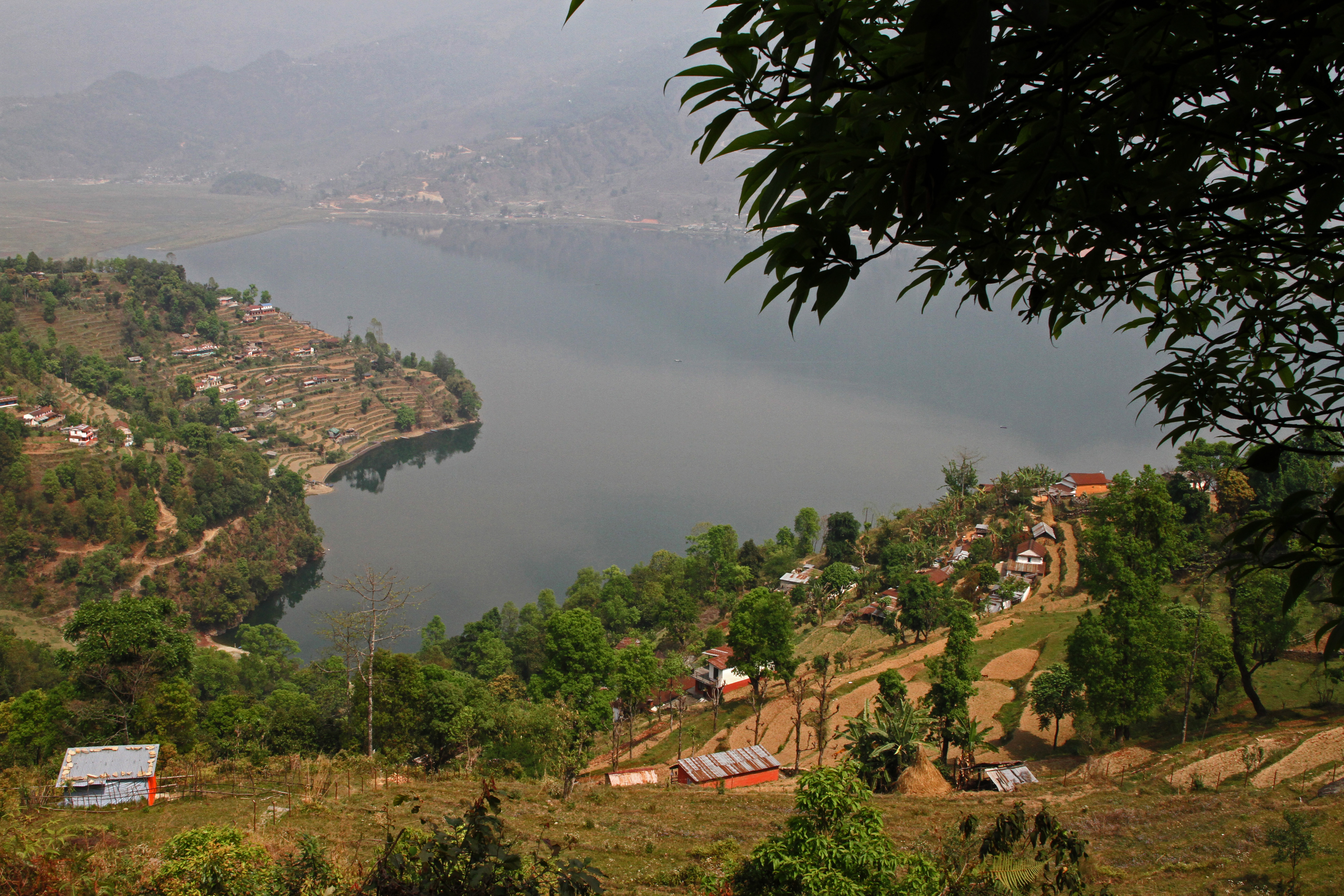
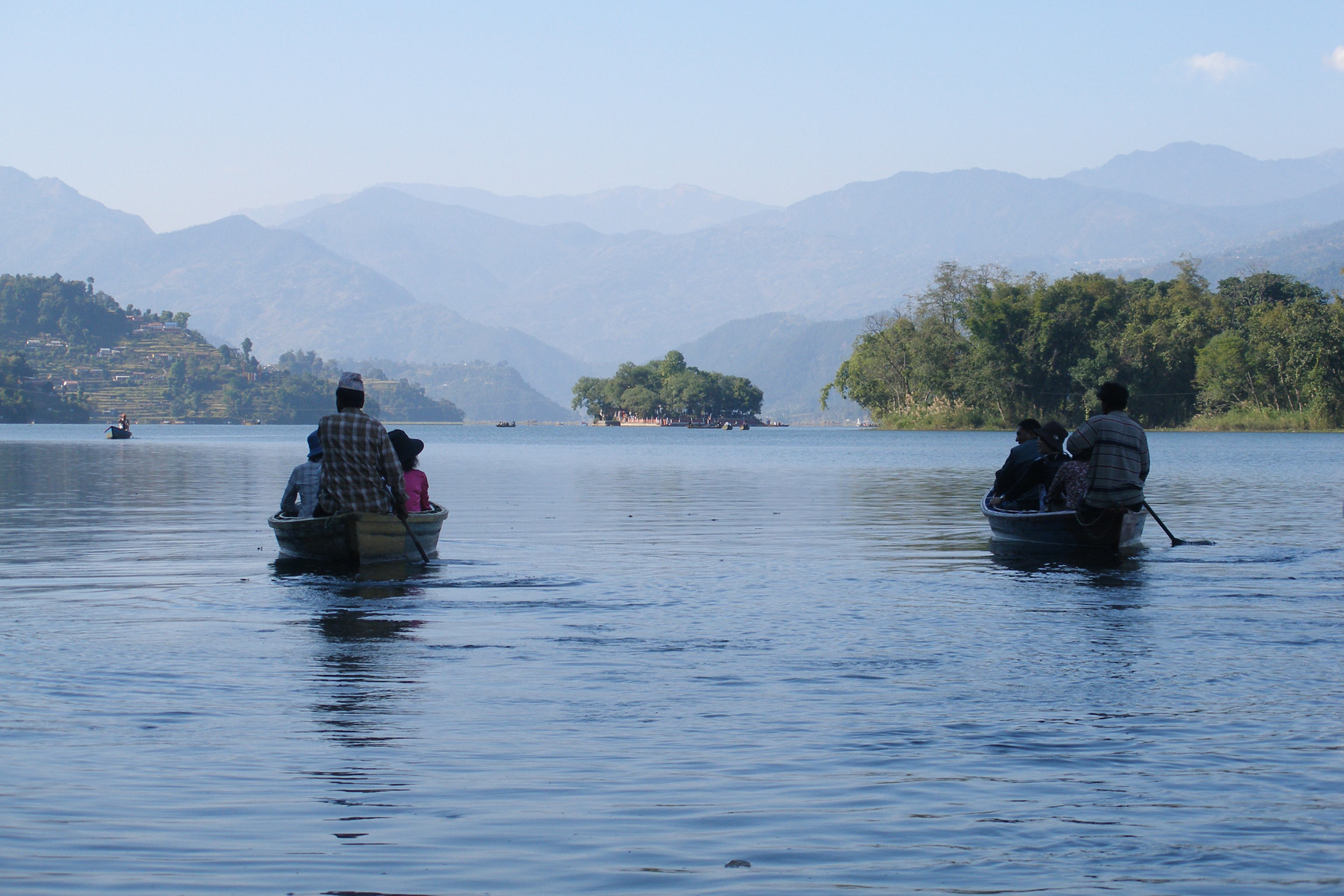
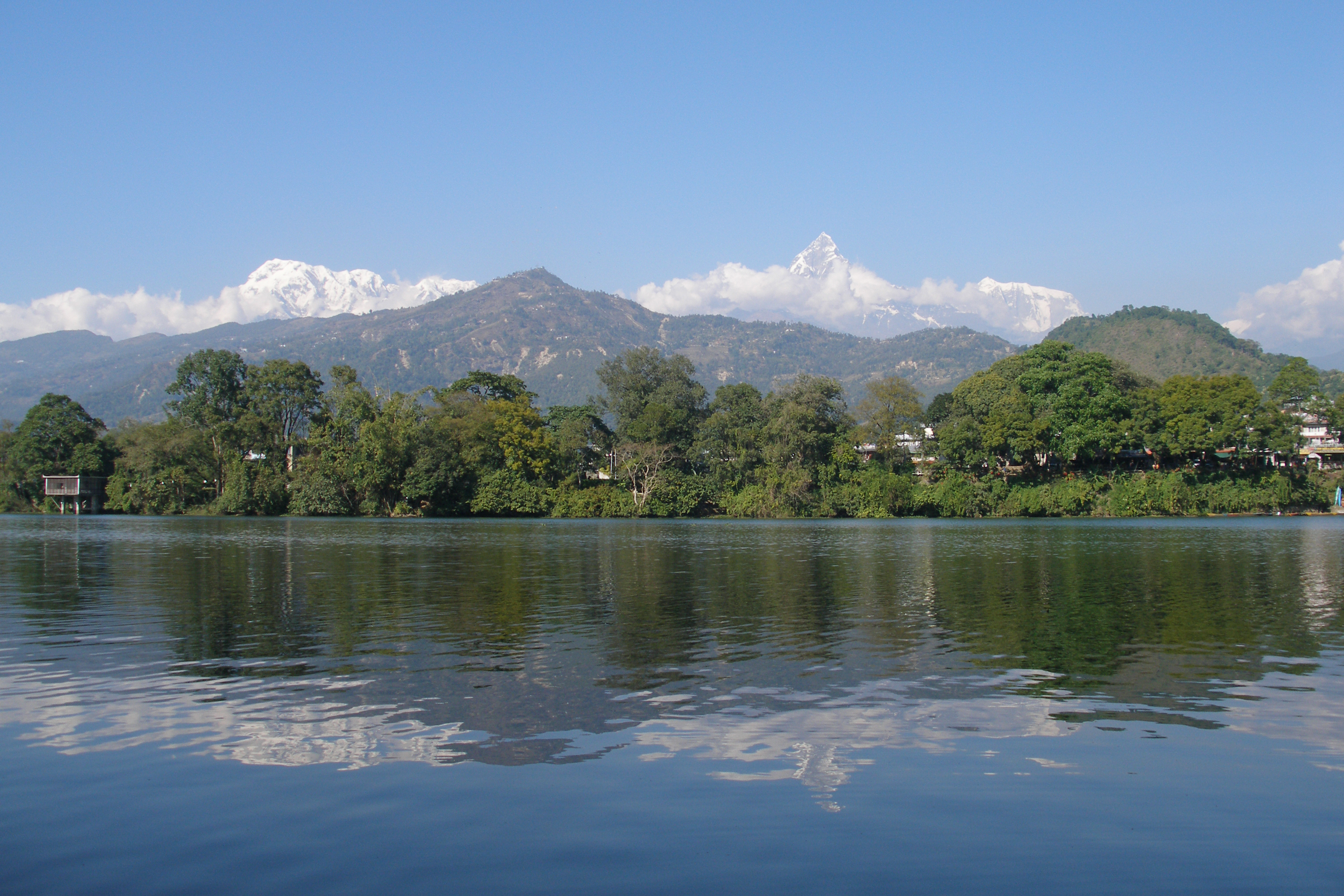